# Philesiaceae
Die Philesiaceae sind eine Pflanzenfamilie in der Ordnung der Lilienartigen (Liliales). Die nur zwei Arten sind im südlichen Teil von Chile in den temperierten Regenwäldern der chilenischen Westküste, in den „Valdivianischen Wäldern“ verbreitet.

## Beschreibung

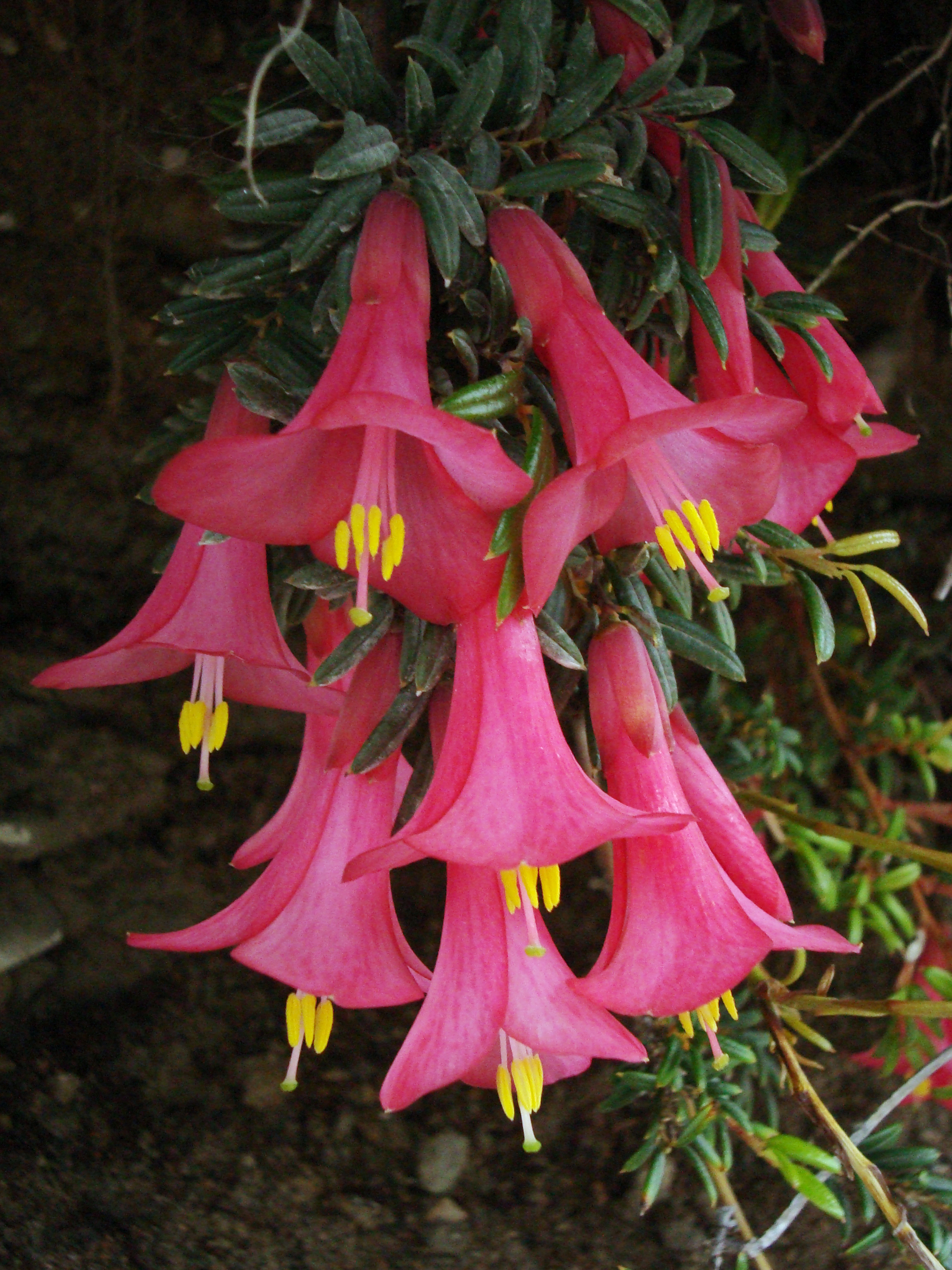
Blüten von Philesia magellanica

### Vegetative Merkmale
Es sind verholzende Pflanzen: im Uhrzeigersinn windende Lianen (Lapageria) oder selbständig aufrechte Sträucher (Philesia). Die wechselständig angeordneten Laubblätter sind gestielt bis ungestielt. Die derben bis ledrigen Blattspreiten sind einfach linealisch, lanzettlich oder eiförmig mit einer für Monokotyledonen relativ untypischen Blattnervatur. Der Blattrand ist glatt. Die Stomata sind anomozytisch.

### Generative Merkmale
Die Blüten stehen einzeln endständig an Kurztrieben oder in den Blattachseln. Es sind Trag- und Deckblätter vorhanden. Die auffälligen, glockenartigen Blüten sind zwittrig, radiärsymmetrisch und dreizählig. Es sind zwei Kreise mit je drei gleichgestalten, freien Blütenhüllblätter (Perigon) vorhanden. Es sind zwei Kreise mit je drei fertilen Staubblättern vorhanden, die nicht mit den Blütenhüllblättern verwachsen und auch untereinander frei sind. Die Pollenkörner besitzen keine Aperturen. Die Nektarsekretion erfolgt an der Basis der Blütenhüllblätter. Drei Fruchtblätter sind zu einem oberständigen, einkammerigen Fruchtknoten verwachsen. In parietaler Plazentation sitzen die zehn bis hundert anatropen, bitegmischen, crassinucellaten Samenanlagen. Es ist ein Griffel vorhanden.
Es werden Beeren gebildet. Die Samen enthalten reichlich ölhaltiges Endosperm und einen differenzierten, geraden Embryo. Die dünne Samenschale (Testa) enthält kein Phytomelan.

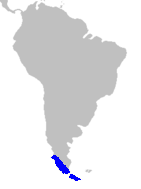
Verbreitung der Familie

## Systematik und Verbreitung
Beide Arten sind im südlichen Teil von Chile beheimatet, in den temperierten Regenwäldern der chilenischen Westküste, in den „Valdivianischen Wäldern“.
Es gibt nur zwei monotypische Gattungen, also nur zwei Arten in der Familie Philesiaceae:
- Lapageria Ruiz & Pav.:
  - Chilenische Wachsglocke (Lapageria rosea Ruiz & Pav.): Die Nationalblume von Chile gedeiht im südlichen Teil von Chile in den temperierten Regenwäldern der chilenischen Westküste, in den Valdivianischen Wäldern, mit den beiden Varietäten:
    - Lapageria rosea var. rosea
    - Lapageria rosea var. albiflora Hook.
- Philesia Comm. ex Juss.:
  - Philesia magellanica J.F.Gmel. (Syn.: Philesia buxifolia Willd.): Sie gedeiht im südlichen Teil von Chile in den Regionen XII = Magallanes y de la Antártica Chilena bis XIV = Los Ríos, in den temperierten Regenwäldern der chilenischen Westküste, in den Valdivianischen Wäldern.